# Psittacula eques
Espèce
Statut de conservation UICN

 VUD1 : Vulnérable
Psittacula eques est une espèce de perruches constituée de deux sous-espèces. La première est la Perruche de Maurice (Psittacula eques echo), qui est endémique de l'île Maurice, dite aussi Perruche à collier ou localement gros cateau vert. La seconde est Psittacula eques eques, aujourd'hui éteinte, et qui était endémique de La Réunion. Autrefois, ces deux sous-espèces étaient considérées comme des espèces distinctes (respectivement P. eques et P. echo).
Psittacula eques est la seule espèce encore existante du genre Psittacula parmi celles qui peuplaient les Mascareignes (îles du Sud de l'océan Indien près de Madagascar). L'espèce, réduite à une quinzaine d'individus, a fait l'objet, à partir de 1993, d'un programme intensif d'élevage et de relâchage dans le parc national des gorges de Rivière Noire, ce qui a permis de porter sa population à 190 individus en 2003. En 2010, sa population est estimée à environ 300 individus.

## Perruche de Maurice (Psittacula eques echo)

### Description
La Perruche de Maurice est une espèce à queue courte et d'un vert émeraude intense qui ressemble beaucoup à la Perruche à collier (Psittacula krameri), sa plus proche parente. Les femelles n'ont pas de collier et possèdent un bec noir, à la différence des mâles dont la partie supérieure est rouge. Cette dernière caractéristique est notamment absente chez la Perruche Alexandre (Psittacula eupatria), qui est généralement similaire et génétiquement peu éloignée. Toutefois, on l'observe aussi chez la Perruche à moustaches, la Perruche de Derby et la Perruche des Nicobar, qui sont morphologiquement dissemblables, et apparemment très étroitement apparentées entre elles mais pas apparentées avec la Perruche de Maurice ni ses proches parentes

### Conservation
La Perruche de Maurice est un des succès les plus remarquables de la biologie de la conservation.[réf. nécessaire] L'espèce a fait l'objet d'un programme intensif de gestion, de conservation et de protection de la population sauvage, ainsi que d'un programme fructueux de reproduction d'individus captifs. En décembre 2019, Selon l'Union internationale pour la conservation de la nature, La perruche de l'île Maurice poursuit son rétablissement grâce à un programme d'élevage en captivité très efficace. On compte aujourd'hui 750 Perruches de l'île Maurice.

### Divers
L'oiseau sert d'emblème à la compagnie aérienne mauricienne Catovair, dont il a aussi inspiré le nom.

## Psittacula eques eques

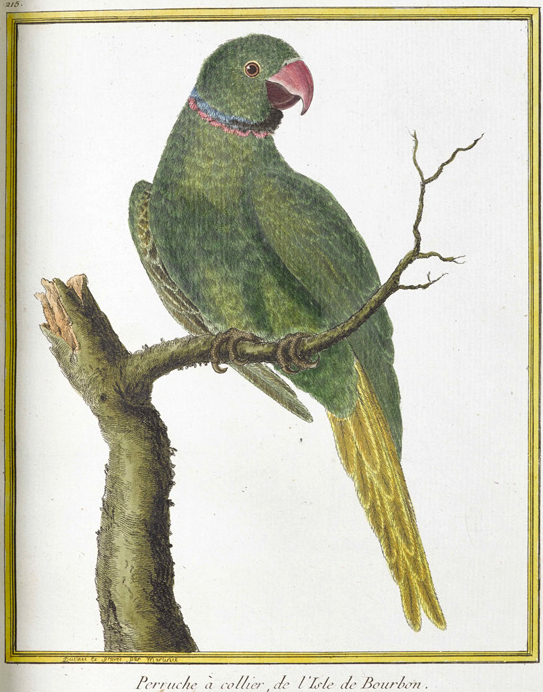
Représentation de Psittacula eques eques par François-Nicolas Martinet.

Cette sous-espèce est estimée avoir disparu entre 1734 et 1763. L'oiseau mesurait environ 43 cm, avait le plumage entièrement vert hormis un collier noir. Il ne reste de cette espèce qu'un spécimen en peau au Muséum d'Édimbourg.

## Taxinomie
Des analyses phylogéniques récentes montrent que P. e. eques et P. e. echo étaient génétiquement proches, comme les ornithologues le soupçonnaient depuis longtemps.